# The Elder Scrolls III: Morrowind
The Elder Scrolls III: Morrowind ist ein Computer-Rollenspiel des US-amerikanischen Entwicklerstudios Bethesda Softworks und der dritte Teil der Elder-Scrolls-Hauptreihe. Die englischsprachige Originalfassung wurde von Bethesda am 1. Mai 2002 für Windows und Xbox veröffentlicht. Eine vollständig lokalisierte deutschsprachige Version folgte am 12. September 2002 über die französische Firma Ubisoft. Es folgten zwei Erweiterungen, Tribunal am 28. November 2002 und Bloodmoon am 5. Juni 2003, sowie Anfang des Jahres 2004 eine „Game of the Year“-Version, die neben dem Hauptspiel auch die beiden Erweiterungen beinhaltete. Das der PC-Version beigefügte Construction Set führte zur Entwicklung vieler Mods und auch inoffizieller Patches, die nach Ende des Supports durch Bethesda 2002 weitere Programmierfehler im Spiel behoben.

## Handlung

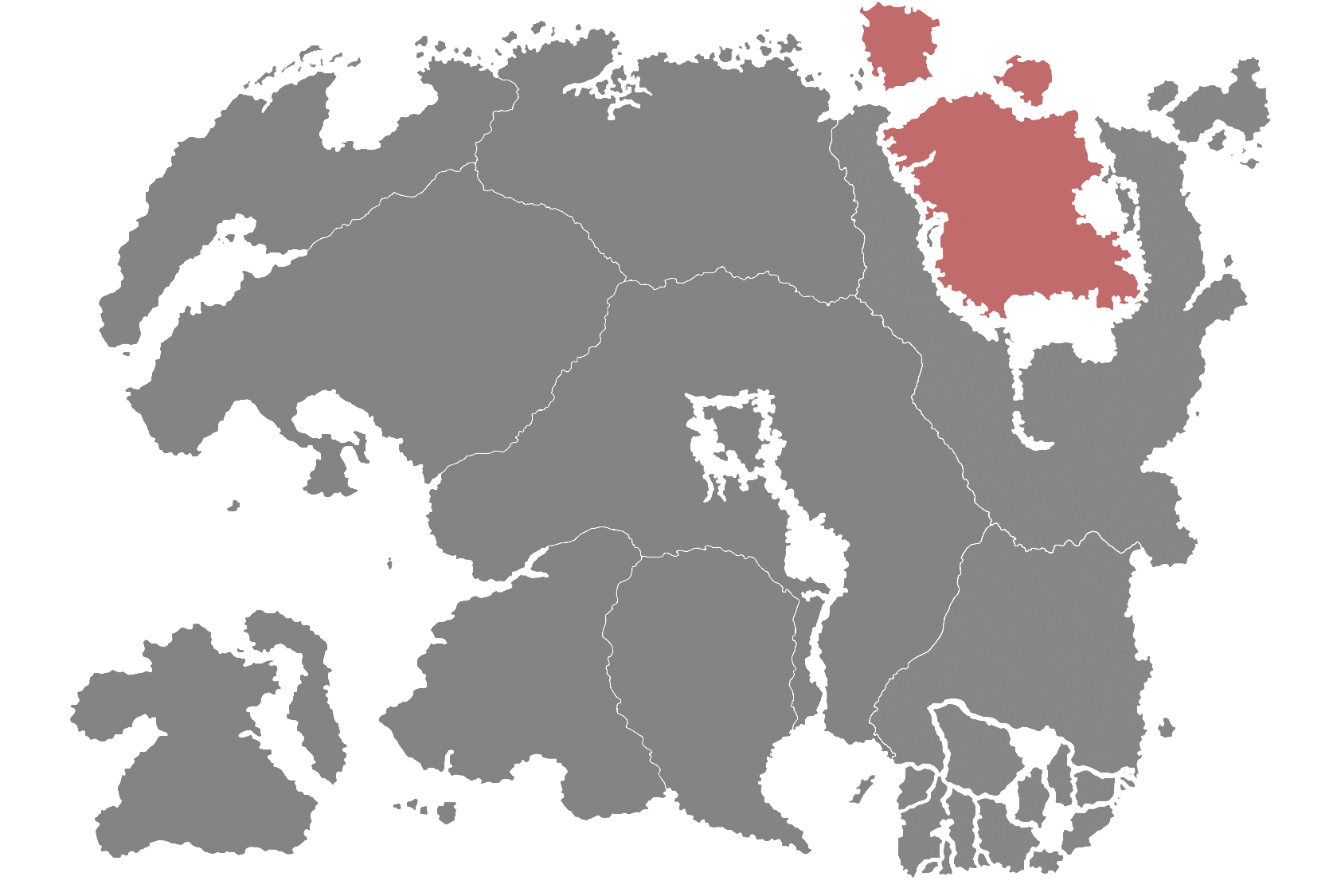
Vvardenfell und Solstheim auf dem fiktiven Kontinent Tamriel hervorgehoben

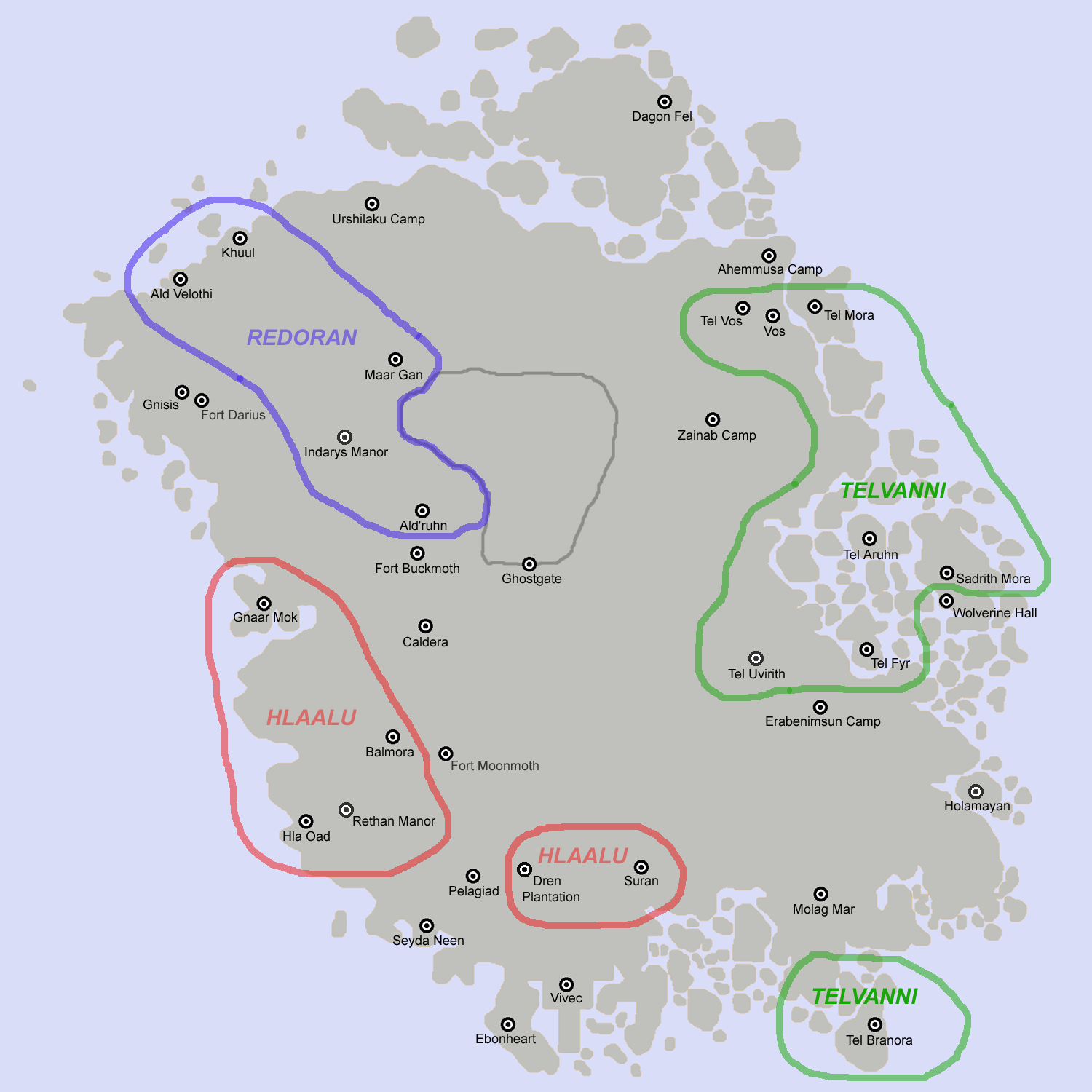
Die Spielwelt Vvardenfell mit ihren Städten und Einflussgebieten der Fürstenhäuser

Zu Beginn des Spieles wird der Protagonist der Handlung aus noch unbekannten Gründen aus dem Gefängnis entlassen und auf die Insel Vvardenfell gebracht. Diese Insel ist der Schauplatz des Spiels, welcher in den beiden Erweiterungen noch durch die Insel Solstheim und Gramfeste, die außerhalb liegende Hauptstadt der Provinz Morrowind, ergänzt wird.
Sobald der Spieler die einzelnen Schritte der Charaktereinstellung durchlaufen hat, die direkt ins Spiel integriert und als einer Art bürokratischer Registrierung inszeniert ist, erhält er ein Paket mit Missionsbefehlen. Die erste Aufgabe des Spielers besteht darin, einem gewissen Caius Cosades in Balmora diese Sendung zu überbringen. Cosades nimmt dann den Spieler als Schüler auf und vergibt einige Aufträge.
So lüften sich nach und nach weitere Geheimnisse rund um das Verschwinden der Dwemer (Tief-Elfen), einen mysteriösen Nerevarine-Kult, der die Wiedergeburt des Helden Nerevar erwartet, und man erfährt, was wirklich in der ersten Ära bei der Schlacht am Roten Berg geschehen ist. Im weiteren Verlauf wird bekannt, dass die Entlassung aus dem Gefängnis nicht zufällig geschah, sondern von Uriel Septim VII., dem Kaiser von Tamriel, zu dem auch die Provinz Morrowind gehört, veranlasst wurde. Dieser ist davon überzeugt, dass die Bedrohung durch den lebenden Gott und Antagonisten Dagoth Ur nur von dem wiedergeborenen Nerevar ausgeschaltet werden kann und der Freigelassene selbst Teil eines viel größeren Konstruktes ist. Im Gegensatz dazu hält der Tempel der Tribunalgötter (Vivec, Almalexia und Sotha Sil), welche die Hauptreligion in Vvardenfell stellen, die Erfüllung der Nerevarineprophezeiung für Ketzerei.
Während des Spiels sind diverse Rätsel zu lösen und Aufgaben zu erfüllen sowie die sieben Prüfungen des Nerevars zu bestehen. Gleichzeitig wächst die Macht des bösartigen Halbgottes und Herren des sechsten Hauses, Dagoth Ur, der in seiner Zitadelle auf dem Roten Berg, einem Vulkan in der Mitte der Insel, auf den Spieler wartet. Eingesperrt im Geisterwall hofft er darauf, dass der Nerevarine ihm bei der Erfüllung seines Planes hilft.
Es gibt mehrere Möglichkeiten, der Hauptquest zu folgen. Als Alternative oder Ergänzung bieten sich Mitgliedschaften in einer Vielzahl von Gruppen und Vereinigungen: der Kriegergilde, der Magiergilde, der Diebesgilde, einem von drei Fürstenhäusern (Hlaalu, Redoran, Telvanni), den Klingen (Spionageorden des Kaisers), der Kaiserlichen Legion, dem Kaiserlichen Kult, dem Tempel oder der Morag Tong (Attentäterorden).
Neben diesen „fixen“ Mitgliedschaften gibt es auch noch die Möglichkeit, sich der „Zwillingsfackel“ (einer Anti-Sklaverei-Bewegung) anzuschließen, den verschiedenen Daedra-Göttern Opfer (durch Quests) zu bringen oder sich mit „Vampirismus“ anzustecken und dann für seinen Clan (Krieger, Magier oder Diebe) einige Quests zu erledigen. Es ist nicht leicht, all diesen Organisationen gleichzeitig anzugehören, weil sie nicht nur unterschiedliche, sondern in späterem Spielverlauf entgegengesetzte Ziele haben (so führt z. B. der Anführer der Kriegergilde einen persönlich motivierten Feldzug gegen die Diebesgilde oder die Magiergilde gegen das Fürstenhaus Telvanni) oder vom Zeitverlauf beeinflusst werden (z. B. betrachtet euch der Tempel als Ketzer, sofern ihr euch bereits als Wiedergeburt des Nerevar bezeichnet). Trotzdem kann man mit etwas Geschick Anführer jeder dieser Vereinigungen werden (allerdings ist die Zugehörigkeit zu mehr als einem Fürstenhaus nicht möglich). Zusätzlich gibt es noch Missionen in der freien Welt.
Viele der Gruppierungen bieten auch noch besondere Vorteile und Möglichkeiten, indem der Spieler die Welt von Morrowind aktiv mitgestaltet. So ermöglichen z. B. die Fürstenhäuser das Errichten eines eigenen Wohnhauses, das bis zur schwer bewachten Festung ausgebaut werden kann.

## Spielprinzip
Die dreidimensional präsentierte Spielwelt von Morrowind kann vom Spieler weitgehend frei aus der Egoperspektive erkundet werden, wobei alle Außenbereiche zusammenhängend und ohne Ladezeiten zu Fuß durchstreift werden können (Open World). Lediglich bei Schnellreisen über große Entfernungen und beim Betreten von Innenräumen kommt es zu Ladeanzeigen.
Wie in The Elder Scrolls üblich und im Gegensatz zu vielen anderen Rollenspielen, gibt es keine endgültig festgelegten Charakterklassen. Stattdessen kann sich der Spieler für mehrere primäre und sekundäre Fertigkeiten entscheiden. Je häufiger eine Fertigkeit im Spiel angewendet wird, desto besser wird der Charakter darin. Nach einer bestimmten Zahl an Anwendungen erreicht der Charakter eine neue Fertigkeitenstufe. Nach zehn beliebigen Fertigkeitensteigerungen erhöht sich die Stufe des Charakters, was ihm die Möglichkeit gibt, seine Primärattribute (Stärke, Intelligenz etc.) aufzuwerten. Dabei werden Attribute bevorzugt, die mit den Fertigkeiten in Verbindung stehen, die zum Stufenaufstieg führten. So kann der Spieler, wenn er z. B. zehn Schwertkampf-Wertsteigerungen hatte, beim Levelaufstieg besonders viele Punkte auf Stärke vergeben. Dadurch ist es möglich, verschiedene Abenteuerrollen zu übernehmen und zu kombinieren, etwa als schwertschwingender Zauberer. Allerdings muss man dazu sowohl Zauberei als auch Schwertkampf separat trainieren.
Wie auch bei der Charaktererstellung, kann der Spieler individuelle Zauber zusammenstellen. Sogar Waffen und Rüstungen lassen sich mit eigenen Effekten verzaubern.

## Entwicklung
Als Bethesda mit der Entwicklung von Morrowind begann, befand sich die Firma in ernsten finanziellen Schwierigkeiten. Während der Vorgänger Daggerfall aus dem Jahr 1996 sich noch gut verkaufte, blieben die Erfolge bei den nachfolgenden Entwicklungen – darunter auch die Ableger Battlespire und Redguard – aus. Bethesda wurde Teil von ZeniMax Media und das Team war auf lediglich sechs Personen reduziert worden. Vor diesem Hintergrund beschrieb Projektleiter Todd Howard die Entwicklung von Morrowind als ein „all in“, dessen Scheitern möglicherweise das Ende für das Unternehmen bedeutet hätte. Als Engine kam die Gamebryo-Engine zur Anwendung, die Bethesda auch für seine nachfolgenden Spiele verwendete. Die Kultur Morrowinds und der Dunmer ("Dunkelelfen") wurde unter anderem vom Alten Ägypten und dem frühen Japan inspiriert.

## Add-ons
Im Add-on Tribunal versucht eine Attentäter-Vereinigung, die „Dunkle Bruderschaft“, die Spielfigur umzubringen. Deren Spur führt den Spieler in die neue Stadt Gramfeste (engl.: Mournhold), die Hauptstadt Morrowinds, wo er in den Machtkampf zwischen König Helseth und der Göttin Almalexia verwickelt wird. Die Stadt selbst ist nicht direkt in die Hauptwelt des Spieles eingebaut. Sie ist nur per Teleporter zu erreichen und von einer unüberwindlichen Mauer umgeben. Neben der Stadt werden auch neue Feinde, Rüstungen, Waffen und Materialien eingeführt.
Im Verlauf des zweiten Add-ons Bloodmoon gelangt die Spielfigur auf die nordwestlich der Hauptwelt Vvardenfell gelegene Insel Solstheim. Dort treiben Werwölfe ihr Unwesen und im Verlauf des Spiels ist die Wahl zu treffen, diese zu bekämpfen oder sich selbst in einen solchen zu verwandeln und das Spiel in dieser Form fortsetzen. Unabhängig von der Entscheidung wird man von Hircine, dem Gott der Jagd, als würdiger Kontrahent und interessante Beute empfunden und muss ihn in einer von drei Verkörperungen besiegen. Eine zweite Handlungslinie stellt das Arbeiten für eine Handelsgilde dar und dreht sich um die Errichtung und Gestaltung einer Minenkolonie. Hier kann man auch entscheiden, wie die Kolonie errichtet wird; entweder durch den machthungrigen örtlichen Leiter der Ost-Kaiserlichen Handelsgilde, den man bei der Eisfalterfestung findet, oder man unterstützt seinen Stellvertreter, der in der Kolonie wohnt. Des Weiteren gibt es eine Reihe von neuen Nebenquests. Ähnlich wie in der Tribunal-Erweiterung werden auch hier wieder neue Feinde, Rüstungen, Waffen und Rohstoffe eingeführt. Allerdings bietet die Insel Solstheim aufgrund ihrer Größe wesentlich mehr Spielraum für spontane Erkundungs- und Entdeckungstouren.

## Rezeption
Morrowind erhielt zumeist positive Kritiken (Metacritic: 89 von 100 (Win)/87 (Xbox)).
Allerdings wurde es im September 2003 vom US-Magazin GameSpy auch auf Platz 21 der 25 am häufigsten überbewerteten Spiele geführt, wegen seines “buggy, repetitive, and dull gameplay” (deutsch: „verbuggten, repetitiven und faden Spielprinzips“). Anfang des Jahres hatte das Magazin das Spiel noch als Rollenspiel des Jahres ausgezeichnet.
Auszeichnungen
- GameSpy
  - PC-Rollenspiel des Jahres 2002[23]
- IGN
  - PC-Rollenspiel des Jahres 2002 (Jury- und Leserwahl)[24]
  - Beste Handlung (PC, Leserwahl)[25]
- RPG Vault
  - Spiel des Jahres 2002[26]

Daneben war Morrowind in den Kategorien für die beste Musik und das Computer-Rollenspiel des Jahres bei den Interactive Achievement Awards 2003 nominiert.

## Open-Source-Implementierung
Die freie Reimplementierung der Spiel-Engine namens OpenMW erlaubt es Nutzern auch unter ursprünglich nicht unterstützten Betriebssystemen Linux und MacOS Morrowind zu spielen. Es erfordert entweder eine Originalinstallation des Spiels oder die originalen Datenträger, um benötigte Bethesda Spieledateien zu installieren. Im Weiteren ist ein Editor enthalten, um eigene Modifikationen zu erstellen. Der Fokus liegt auf dem Einzelspielermodus. Die grafischen Fähigkeiten übersteigen die des Originals, so wird etwa Normal Mapping und Specular Mapping unterstützt. Neben zahlreichen Bugfixes enthält das Projekt auch Unterstützung für Mehrkernprozessoren und Android-Smartphones als Plattform.